# Wild Man Fischer

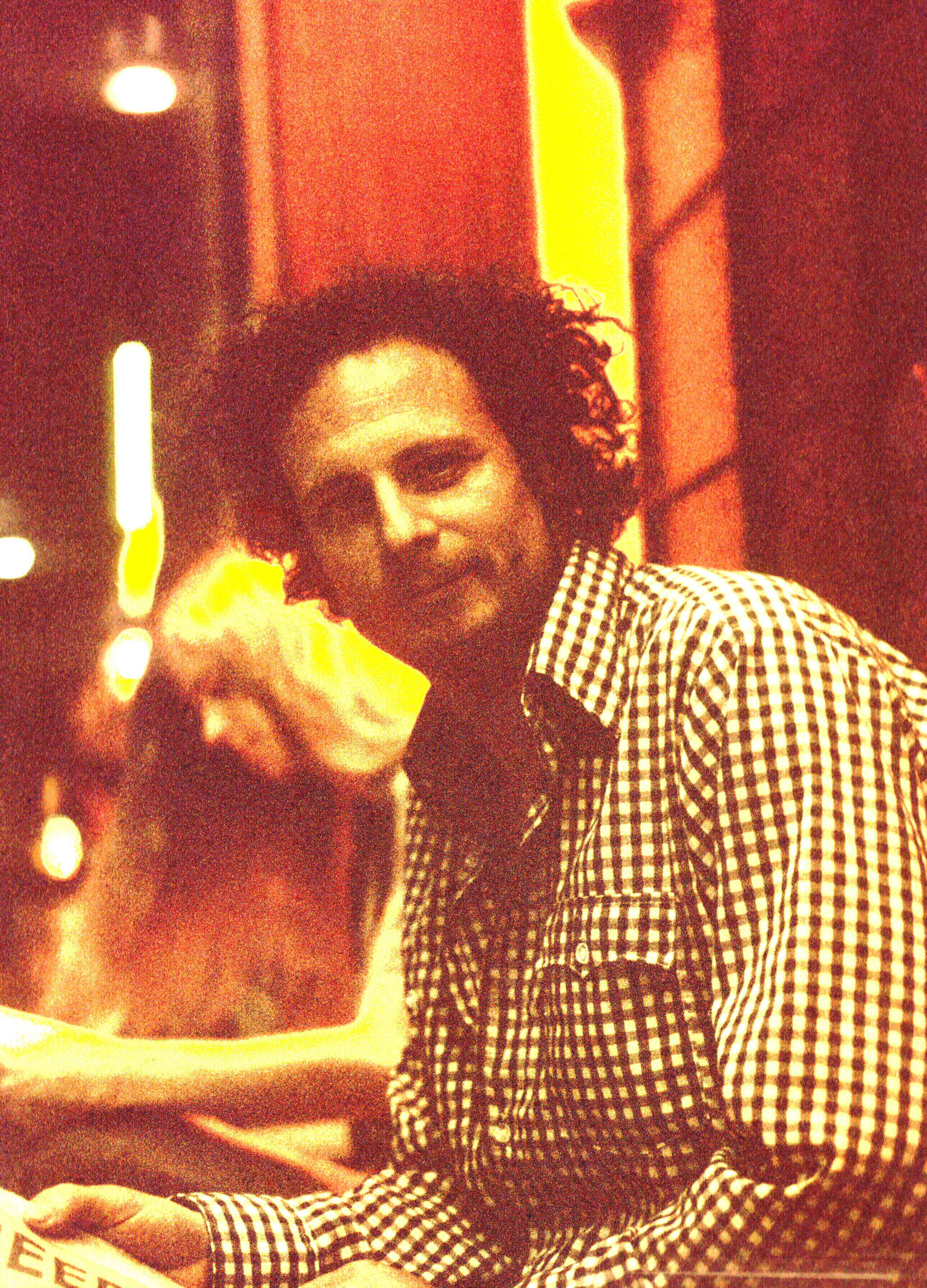
Wild Man Fischer in Los Angeles (ca. 1975)

Larry „Wild Man“ Fischer (richtiger Name: Lawrence Wayne Fischer, * 6. November 1944 in Los Angeles, Kalifornien; † 16. Juni 2011 ebenda) war ein US-amerikanischer Musiker.

## Werdegang
Fischer zog als Straßenmusiker durch Los Angeles, als er Frank Zappa begegnete. Zappa produzierte 1968 eine Doppel-LP mit ihm, An Evening With Wild Man Fischer, ein seltsames Konglomerat aus A-cappella-Songs, Improvisationen mit Mitgliedern von Zappas Band The Mothers of Invention und gesprochenen Passagen.
Die LP war ein kommerzieller Flop, brachte Fischer aber eine kleine Kult-Gemeinde, zu der auch Musiker wie Tom Waits und Linda Ronstadt gehörten. Allerdings überwarf er sich mit Zappa und dessen Familie, und Gail Zappa, Frank Zappas Witwe, weigerte sich, einer Neuveröffentlichung von An Evening zuzustimmen.
Fischer verschwand für fast ein Jahrzehnt von der Bildfläche, bis er Ende der Siebziger mit dem Album Wildmania, der ersten Veröffentlichung des Label Rhino Records, wieder auftauchte. Wiederum scharte sich eine kleine Fan-Gemeinde um Fischer, diesmal vor allem von Punk- und New-Wave-Musikern. Es folgten zwei weitere LPs, dann zog sich Fischer wieder zurück, auch aufgrund psychischer Probleme: Er litt an einer Form von Schizophrenie und galt als manisch depressiv.
Seither war Fischer nur noch sporadisch zu hören und zu sehen, meist auf Platten anderer Musiker, etwa der Pop- und Jazzsängerin Rosemary Clooney. Dafür beschäftigten sich andere mit Fischer: So erschien eine Comic-Serie mit dem Titel The Legend Of Wild Man Fischer, die seit 2004 auch als Buch vorliegt. 2005 hatte der Dokumentarfilm Derailroaded Premiere, der sich ebenfalls mit Fischers Biographie befasst.
Fischer verstarb am 16. Juni 2011 aufgrund von Herzproblemen.

## Diskografie
- An Evening With Wild Man Fischer (1968)
- Wildmania (1977)
- Pronounced Normal (1981)
- Nothing Scary (1984)
- The Fischer King (1999, Sampler)

### Bootlegs
- Larry Comes Alive (1981, nach Fischers Angaben ohne seine Zustimmung veröffentlichte EP)
- Wild Man Fisher [sic!] meets Smegma – Sing Popular Songs (1997, Live-Bootleg)